# Stamsjön, Småland
Stamsjön är en sjö i Oskarshamns kommun i Småland och ingår i Marströmmen-Viråns kustområde. Sjöns area är 0,056 kvadratkilometer och den befinner sig 27 meter över havet.